# 腰外側横突間筋
腰外側横突間筋（ようがいそくおうとつかんきん、英語: interspinales laterales lumborum muscle）は、短背筋のうち、腰の深層に位置する筋肉である。横突間筋のうち、腰内側横突間筋、腰外側横突間筋、胸横突間筋、頸内側後横突間筋、頸後横突間筋、頸前横突間筋の6部に分けられたものの一方である。頸椎の横突起を起始とし、隣り合う腰椎の肋骨突起を結びつけ付着する役割を担う。
脊柱の背屈（側屈、後屈）を行う。